# Марков, Карло Анатолиевич
Карло Анатолиевич Марков (род. 27 декабря 1943, Москва, СССР) — советский и украинский историк, доктор исторических наук (1993), профессор (1996), декан юридического факультета Днепропетровского национального университета им. О. Гончара (2005—2010).

## Биография
Родился 1943 года в Москве, закончил исторический факультет Днепропетровского государственного университета имени 300-ия воссоединения Украины с Россией. 
В 1979 году защитил кандидатскую диссертацию: "ХДС/ХСС и неофашистские силы в ФРГ в борьбе против "восточной политики" правительства СДПГ/СвДП: 1969-1976 гг.", в Днепропетровском университете, научный руководитель Завьялов Анатолий Сергеевич.
В 1993 году защитил докторскую диссертацию: "Переселенцы и их организации в Западной Германии: место и роль в общественно-политической системе (40-е - началов 80-х гг.)" в Киеве.
С 1978 года работал при кафедре всемирной истории под руководством Завьялова. В 1995 году покинул кафедру вместе с историками германистами, начал работу на кафедре теории государства и права Днепропетровского университета, с 2005 по 2010 год декан юридического факультета, с 2010 заведующий кафедрой теории государства и права.

## Работы
Переселенцы и их организации в Западной Германии. Дн., 1992;
Переселенческие организации в общественно-политической структуре ФРГ в годы холодной войны. Дн., 1995;
Основи правознавства: Навч. посіб. К., 2003; 2004 (співавт.);
Государственно-правовые взгляды в России и Украине (XII–XX века). Дн., 2013; 
Кримінологічна характеристика злочинності в історії людства. Дн., 2015 (співавт.)
Борьба демократических сил ФРГ против неонацизма и реваншизма (1949-1982 гг.) : [Учеб. пособие] / К. А. Марков, Ю. В. Ратомский; Днепропетр. гос. ун-т им. 300-летия воссоединения Украины с Россией. - Днепропетровск : ДГУ, 1989.